# RMS Britannia
Az RMS Britannia egy óceánjáró hajó volt, mely a British and North American Royal Mail Steam Packet Company színeiben kezdte szelni a habokat, de később a Cunard Line tulajdonába került. Ez volt a világ első óceánjárója, mely menetrend szerint közlekedett Európa és az Amerikai Egyesült Államok között.
A hajót a skóciai Greenockban, a Robert Duncan & Company hajóépítő üzemben 1840. február 5-én bocsátották vízre. Ez a hajó volt a gyár életében az első gőzhajó, amelyet vízre bocsátottak. Abban a korban ez a hajó nagynak számított 207 láb (63 m) hosszúságával és 34 láb (10,3 m) szélességével továbbá 3 vitorlaárbocával. Duplahengeres motorjai hajtották az oldalt elhelyezkedő hatalmas lapátkerekeket, a motorok teljesítménye kb. 740 lóerő volt. 8,5 csomós sebességével viszonylag gyorsnak számított, de kedvező széljárás és a tengeráramlás esetén, ennél többre is képes volt. A hajó 1154 tonnával volt terhelhető, 115 utas szállítására volt képes és 82 emberre volt szükség a kiszolgálására. 1840. július 4-én indult első útjára a kanadai Halifaxba, Liverpoolból, mely utat 12 nap és 10 óra alatt tett meg, majd onnan folytatta útját Bostonba. Hazafelé tartó útja még ennél is gyorsabbra sikerült, 11 csomós átlagsebességével mindössze 10 nap alatt tette meg az utat, mellyel új rekordot állított fel, amit 1842-ig tartott. Testvérhajói, az Acadia augusztusban, a Caledonia októberben és a Columbia 1841 januárjában készültek el. A hajók egyenként 115 utas szállítására voltak felkészítve és 225 tonnányi árut tudta szállítani. A felső fedélzeten lehetett megtalálni az éttermet és külön érdekesség, hogy kialakítottak kifejezetten hölgyek számára egy elegáns szalonhelységet is. Az útiköltség Halifaxig 35 guinea volt, mely magában foglalta a napi háromszori étkezést és korlátlan szeszesitalfogyasztást. Érdekesség, hogy 1842 januárjában Charles Dickens vele utazott az Egyesült Államokba. Az út nagy részén tengeribeteg volt, ezért a hazafele utat egy vitorlás hajón tette meg.
1849 márciusában a Cunard eladta a német haditengerészetnek, ahol az SMS Barbarossa nevet kapta. 9 ágyút szereltek a hajóra és a Reicsflotte zászlóshajójaként, Karl Rudolf Brommy irányításával részt vett a helgoland-i csatában. 1852 júniusától a porosz haditengerészet birtokában, mint kaszárnyahajó üzemelt Danzigban. 1880-ban leszerelték a haditengerészettől és júliusban egy lőgyakorlat alkalmával elsüllyesztették, mint célponthajót.

## Fordítás
- Ez a szócikk részben vagy egészben  a   RMS Britannia című angol Wikipédia-szócikk ezen változatának fordításán alapul.  Az eredeti cikk szerkesztőit annak laptörténete sorolja fel. Ez a jelzés csupán a megfogalmazás eredetét és a szerzői jogokat jelzi, nem szolgál a cikkben szereplő információk forrásmegjelöléseként.